# Quang Nam (provincie)
Quang Nam (vietnamsky Quảng Nam) je jedna z provincií Vietnamu. Nachází se v jeho středu, na severu sousedí s městy Huế a Danang, na východě s Jihočínským mořem, na jihu s provinciemi Quảng Ngãi a Provincie Kon Tum a na západě s Laosem. Celková plocha provincie je 10 408 čtverečních kilometrů, na kterých žilo v roce 2005 skoro půldruhého milionu obyvatel. Hlavním městem je Tam Kỳ.